# Cratère de Wolfe Creek
Le cratère de Wolfe Creek ou cratère de la rivière Wolfe est un cratère météoritique se situant au cœur du parc national du cratère de Wolfe Creek dans l'État d’Australie-Occidentale,. Il est situé à 105 km au sud de la ville de Halls Creek.
Le cratère mesure 875 m de diamètre et encore 60 m de profondeur. L’impact serait dû à une météorite d’environ 50 000 tonnes qui serait tombée il y a moins de 300 000 ans au Pléistocène.
Le peuple aborigène local Jaru (prononcer Djaru) le nomme Kandimalal.
Le cratère a été découvert au cours d'un survol aérien topographique en 1947 ; il fut exploré deux mois plus tard et sa découverte fut publiée en 1949. Il doit son nom à une rivière qui passe à proximité, rivière qui doit elle-même son nom au prospecteur et commerçant Robert Wolfe qui est le fondateur de la ville de Halls Creek au moment de la ruée vers l'or.
Le cratère a été décrit dans le film d'horreur Wolf Creek, citant notamment l’activité électromagnétique peu commune dans ses abords. Des panneaux à proximité du cratère mettent en garde les visiteurs sur les risques liés à la nature instable et glissante du terrain.